# Skytikon
Skytikon (scythicon) – grecka nazwa silnej toksyny przygotowywanej przez scytyjskich szamanów w V wieku p.n.e., stosowana do zatruwania strzał.
Była mieszaniną jadu żmij oraz ich rozłożonych ciał, do której dodawano ludzką krew i ekskrementy. Mieszaninę zakopywano w ziemi aż do zupełnego przegnicia.
U człowieka trafionego strzałą zatrutą skytikonem pojawia się nekroza, puchną nogi i ręce, następnie torsje i potworny ból, po czym następują drgawki i śmierć. W razie dalszego przeżycia, w ciągu 1-2 dni rozwija się gangrena wywołana przez bakterie z ekskrementów i krwi.
Uzyskany produkt był bardzo groźną trucizną. Scytowie nie utrzymywali receptury w tajemnicy, co wzbudzało jeszcze większy strach w ich przeciwnikach.